# 坂本麻衣
坂本 麻衣（さかもと まい、1982年11月14日 - ）は、兵庫県出身のレースクイーン、モデル。
スタイルコーポレーション所属。愛称は「まいちぃ」。

## 来歴・人物
2007年と2008年の大阪オートメッセにて、RAYBRIGブースのコンパニオンを務める。その後フェイスネットワークに所属し、2008年、MOTULのサーキットレディとしてレースクイーンデビューする。
2009年2月に大阪オートメッセのイメージガールを務めた後、森木美和と共にRAYBRIGレースクイーンとして人気を集める。同年12月、所属していたフェイスネットワークが会社解散。2010年6月よりスタイルコーポレーションに移籍。
2011年、Jリーグ「湘南ベルマーレ」のイメージガール“湘南ベルマーレクイーン”を務める。

## 人物
- 趣味は音楽鑑賞、スポーツ観戦、半身浴、書道。特技はエレクトーン、クラシックバレエ。
- フェイス時代の同僚だった葵ゆりか[1]や柑谷あゆみ[6]と仲が良い。

## 主な活動

### イベント出演
- 2007年2月 大阪オートメッセRAYBRIGブース（コンパニオンでデビュー）
- 2007年10月 東京モーターショーDodgeブース
- 2008年2月 大阪オートメッセRAYBRIGブース
- 2008年5月 キリンカップサッカー2008アテンドモデル
- 2009年1月 東京オートサロンavexブース
- 2009年2月 大阪オートメッセイメージガール
- 2011年1月 東京オートサロンJUNCTION PRODUCEブース（真野淳子、成島桃香、秋葉ちひろと共演[7]）

### レースクイーン
- SUPER GT「MOTULサーキットレディ」（2008年）
- SUPER GT「RAYBRIGレースクイーン」（2009年）

### その他
- 湘南ベルマーレクイーン（2011年）